# Hotlinken
Hotlinken, hotlinking of inline linken is het gebruik van media van een andere website door hiernaar te linken vanuit een webpagina op de eigen host. Het gaat hierbij meestal om afbeeldingen, maar ook het gebruik van geluid, video's en tekst is mogelijk. Hotlinken moet niet worden verward met dieplinken.
Een voorbeeld van een hotlink in HTML is:
<img src="https://upload.wikimedia.org/wikipedia/commons/7/7c/Wikipedia_globe_logo-vec.svg" />
Deze link toont een afbeelding van een andere website op de eigen webpagina.

## Hotlinken als ongewenst gebruik
De beheerder van een website kan hotlinking inzetten om het dataverkeer van zijn eigen host te beperken, aangezien het voor de bezoeker van de website niet direct duidelijk hoeft te zijn dat de media van een vreemde host afkomstig is. Naast de reducering van het dataverkeer wordt ook de locatie van de link opgeslagen.
De host waarop de media zich bevindt moet hierdoor echter zowel het dataverkeer van de eigen bezoekers verwerken als die van de bezoekers van de website die het hotlinken toepast. De verwijzende host "steelt" daarmee praktisch gezien overdragingscapaciteit van de vreemde host. Om die reden wordt in dergelijke gevallen ook wel gesproken van "diefstal van bandbreedte" of "leeching".
Juridisch gezien kan hotlinken onrechtmatig zijn. Bijvoorbeeld in Nederland werd Nieuw Rechts in 2004 door de rechtbank van Rotterdam veroordeeld voor het plaatsen van hotlinks naar drie foto's van een fotograaf op het eigen forum. De rechter verklaarde hierbij dat hotlinken een vorm van herpublicatie van de foto's was en daarmee werd het auteursrecht geschonden. In 2007 oordeelde de kantonrechter van Haarlem dat het hotlinken naar een aantal foto's van kunstwerken van een andere website gold als het opnieuw openbaar maken van een auteursrechtelijk beschermd werk in een andere context.
Sinds 2014 is embedden (het inladen van extern gehoste content) officieel toegestaan in de Europese Unie. Hieraan ligt onder andere ten grondslag dat iets dat online openbaar beschikbaar wordt gemaakt, in principe voor alle internetgebruikers toegankelijk wordt gemaakt. Er is dus bij embedden, onder voorwaarden, geen sprake van het beschikbaar maken aan een nieuw of ander publiek. Uitzonderingen hierop zijn 1. verwijzingen naar illegale content en 2. content toegankelijk maken voor personen die hier bij de bron niet bij kunnen (bv. door een paywall).

## Hotlinken als vorm van dienstverlening
Sommige websites waar gebruikers zelf video's kunnen uploaden, zoals YouTube en Google Video's, bieden expliciet de mogelijkheid tot hotlinken als onderdeel van hun dienstverlening. De massale verbreiding van ingebedde video op alle denkbare websites behoort hier tot het bedrijfsmodel; het nadeel van meer dataverkeer wordt daarbij door de aanbieder op de koop toe genomen. Deze dienstverleners kunnen verdienen aan de informatie over wie wanneer vanaf welke website welke video bekijkt. Daar de gebruiker van de website niet noodzakelijkerwijs in de gaten heeft dat een dienstverlener de video levert, weet hij veelal niet welke privacy-voorwaarden die dienstverlener hanteert.
De dienstverlener kan de video ook van reclame voorzien en zo via derden geld verdienen.